# Нехаев, Валерий Константинович
Вале́рий Константи́нович Неха́ев (1948, Минск, Минская область, БССР, СССР — 1983, там же) — советский серийный убийца-отравитель. Из личной неприязни пытался отравить своего коллегу, но вместо него умер другой человек. Ещё двое человек умерли, случайно выпив принадлежавшее ему отравленное вино. Преступления совершал совместно со своим братом Александром. После разоблачения Минским городским судом был приговорён к высшей мере наказания — смертной казни.

## Биография
Валерий Нехаев родился в 1948 году в Минске. Его семья была неблагополучной. Отец рано умер, мать не занималась воспитанием детей. Через несколько лет в семье родился ещё один ребенок — Александр. Валерий в начале 1970-х годов получил высшее образование, но из-за своей принципиальности уволился с хорошей работы и пошёл работать в Минский театр оперы и балета. Валерий был замкнутым человеком.
У Александра всё сложилось удачно: он окончил химфак в Белорусском государственном университете. Последней каплей терпения Валерия стал случай на работе: его коллега Владимир Мезенцев случайно уронил на него декорацию и даже не извинился.
В ночь на 26 июня 1982 года в 5-й клинической больнице скончался машинист сцены минского драмтеатра имени Янки Купалы Сергей Кучеров. Внезапная смерть 27-летнего человека уже сама по себе была удивительной. Недоумение у врачей вызвал и диагноз, с которым поступил пациент — отравление шампанским, в которое был подмешан таллий. Вскоре выяснилось, что Кучеров не так давно уже обращался к докторам, жалуясь на онемение конечностей и металлический привкус во рту. Похожие жалобы были и у его коллеги Игоря Лобанова, тоже машиниста сцены. «Скорая» забрала обоих прямо с работы. В машину пострадавших заносили на носилках: они падали при каждой попытке сделать шаг. В больнице потерпевшие сообщили причину их возможного отравления: накануне Владимир Мезенцев им принес бутылку «Советского шампанского», которую распили Лобанов и Кучеров.
27 июня 1982 года в одну из больниц Минска с отравлением соляной кислотой поступили 26-летние выпускники Минского строительного института Георгий Лаптев и Владимир Рыбаков. Они рассказали, что в тот день отмечали выпускной в институте и одна из девушек пригласила студентов к себе выпить дефицитного грузинского вина. Как оказалось, две бутылки дефицитного вина нашла мать той самой девушки у дверей квартиры Владимира Мезенцева, который фигурировал в деле о предыдущем преступлении — сильном отравлении шампанским. Вскоре выпускники института умерли. Затем в городе произошло третье отравление. В начале июля 1982 года в одну из больниц Минска поступили ещё трое отравившихся. Наутро, после отравления, у них выпали волосы. Все трое отравились напитком «Дюшес» (в него также был подмешан таллий), который им дал Владимир Мезенцев. Из троих отравленных выжили все, но один из них, в результате отравления, получил тяжёлые осложнения и через несколько лет покончил жизнь самоубийством. Мезенцева допросили. От него следователи узнали, что отравленные напитки принадлежали Нехаеву.
Александра Нехаева милиция Минска арестовала, когда тот возвращался из магазина химреактивов. Вскоре был задержан и Валерий. В квартире был найден целый химический склад. Там находились сотни реактивов. Валерий Нехаев сразу во всём признался. Суд приговорил Валерия Нехаева к смертной казни через расстрел, а Александра Нехаева — к 5 годам лишения свободы за пособничество.

## В массовой культуре
- Документальный фильм «Адское зелье из цикла «Следствие вели» (2008)
- Документальный фильм «Отравители из цикла «Легенды советского сыска» (2012)
- Документальный фильм «Минский отравитель из цикла «Без срока давности» (2013)